# Charles Kjerulf
Charles Theodor Martin Kjerulf (22. marts 1858 i København –  22. august 1919 i Helsingør) var dansk komponist og forfatter, far til Axel Kjerulf.
Han blev født i København som søn af klasselotterikollektør Peter Andreas Gotlieb Kjerulf og Emma Wilhemine Grønsund og blev student fra Mariboes Skole 1877. Charles Kjerulf viste tidlig sans for musik og kunst, og han uddannede sig bl.a. hos Albert Meyer, Leopold Rosenfeld, Wiel Lange og Georg Carl Bohlmann. Efter endt uddannelse var han beskæftiget som sangpædagog, kordirigent, teatermand, forfatter, kronikør og musikkritiker. Han var anmelder ved Dagsavisen fra 1880, medarbejder ved ved Nordisk Musiktidende og Svensk Musik Tidning og fra 1886 blev han dagbladet Politikens hovedanmelder og derved en af de toneangivende københavnske musikanmeldere. Han var først meget kritisk over for Carl Nielsen, men han forandrede mening og banede vejen for Carl Nielsens anerkendelse i den danske musikverden. Som komponist var Kjerulf romantiker, og han blev især kendt for at lægge musik til Holger Drachmanns viser: Galgenhumor (Det hele er kun en Overgang) og Den ædelige Brændevin.
Han skrev sine erindringer og stod for oversættelser af lige fra Gerhard Hauptmann og Hermann Sudermanns dramaer til operetter af Strauss og Offenbach. Desuden skrev han adskillige operetter selv, ofte med eget musik.  Under pseudonymet "Jens Kok" skrev han soldaterskildringer, opført på Casino, og værkerne Grøn Ungdom (1915) og Gift og Hjemfaren (1917). 
Også som organisationsmand gjorde han en indsats som stifter af Dansk Tonekunstnerforening 1903 (de første år også sekretær) og Dansk Solistforbund.
Han er begravet på Bispebjerg Kirkegård. Der findes et maleri af Carl Wentorf fra ca. 1900 i familieeje.